# Verge (アルバム)
『verge』（ヴァージ）は2000年7月14日に発売されたI'veのインディーズアルバム。
I've Girls Compilationシリーズ第2弾。今回は2枚組での発売。品番はICD-66002。前回同様BEST版的な位置づけだが、カラオケボックスでオーディションを行ったりインストを入れたりと実験的なことを多々行っている。また、鳥の詩のショート版が先行収録されている。タイトルのVergeの意味は「境界」でタイトル通り2枚組のCDは白と黒に分けられている。前作同様ソフトウェアを取り扱っている店舗のみでの発売となった。
またブックレットの後ろにアーティスト名が記載されているが、Disc.2のトラック4と5のアーティスト名が逆になっているミスがある。

## 収録曲
- DISC 1

1. bite on the bullet -under mellow style-／MAKO
  - 作詞・作曲：高瀬一矢／編曲：中坪淳彦
2. Grow me／AKI
  - 作詞：永田善也／作曲・編曲：高瀬一矢
3. Take me high／R.I.E
  - 作詞・作曲・編曲：高瀬一矢
4. Fall in Love／MELL
  - 作詞：三上誠一／作曲・編曲：高瀬一矢
5. Take on your will／AKI
  - 作詞・作曲・編曲：高瀬一矢
6. Dreamer／島宮えい子
  - 作詞・作曲・編曲：高瀬一矢
7. Now and heaven／島宮えい子
  - 作詞・作曲：高瀬一矢／編曲：中坪淳彦
8. Pure Heart 〜世界で一番アナタが好き〜／AKI
  - 作詞：KOTOKO／作曲：高瀬一矢／編曲：中沢伴行
9. Treating 2U -wrap up style-／MAKO
  - 作詞・作曲：高瀬一矢／編曲：中坪淳彦
10. 鳥の詩 -Short Ver-／Lia
  - 作詞：麻枝准／作曲：折戸伸治／編曲：高瀬一矢
11. Never forget this time／MAKO
  - 作詞・作曲：MAKO／編曲：MAKO、高瀬一矢
12. 空より近い夢／MELL & MIKI
  - 作詞・作曲・編曲：高瀬一矢

- DISC 2

1. freak of nature : start／彩菜
  - 作曲・編曲：高瀬一矢
2. 氷結の夜／島宮えい子
  - 作詞：リバ原あき／作曲：一色由比／編曲：高瀬一矢
3. RIDE／AKI
  - 作詞・作曲・編曲：高瀬一矢
4. Two face／AKI
  - 作詞：高瀬一矢、中沢伴行／作曲・編曲：高瀬一矢
5. freak of nature : end／彩菜
  - 作曲・編曲：高瀬一矢
6. Around the mind／島宮えい子
  - 作詞・作曲・編曲：高瀬一矢
7. Days of promise／SHIHO
  - 作詞：SAYUMI／作曲：高瀬一矢／編曲：中沢伴行
8. uneasy／彩菜
  - 作詞・作曲・編曲：高瀬一矢
9. Discrimination／彩菜
  - 作詞：彩菜／作曲・編曲：高瀬一矢
10. ガラスの月／島宮えい子
  - 作詞：SAYUMI／作曲・編曲：中沢伴行
11. verge／島宮えい子
  - 作詞・作曲・編曲：高瀬一矢

## タイアップ
| 曲名                                    | タイアップ                                                      |
| --------------------------------------- | --------------------------------------------------------------- |
| bite on the bullet -under mellow style- | PCゲーム『Treating2U』挿入歌 (原曲)                             |
| Grow me                                 | PCゲーム『いいなり』主題歌                                      |
| Take me high                            | PCゲーム『PILE☆DRIVER』エンディングテーマ                       |
| Fall in Love                            | PCゲーム『こすちゅ〜む』エンディングテーマ                      |
| Take on your will                       | PCゲーム『同心 〜三姉妹のエチュード〜』主題歌                   |
| Dreamer                                 | PCゲーム『せんぱい』主題歌                                      |
| Pure Heart 〜世界で一番アナタが好き〜   | PCゲーム『PureHeart 〜世界で一番アナタが好き〜』主題歌          |
| Treating 2U -wrap up style-             | PCゲーム『Treating2U』挿入歌 (原曲)                             |
| 鳥の詩                                  | PCゲーム『AIR』オープニングテーマ                               |
|                                         |                                                                 |
| freak of nature : start                 | PCゲーム『はつゆきさくら』挿入歌                                |
| 氷結の夜                                | PCゲーム『真・瑠璃色の雪 〜ふりむけば隣に〜』オープニングテーマ |
| RIDE                                    | PCゲーム『同心 〜三姉妹のエチュード〜』エンディングテーマ       |
| Two face                                | PCゲーム『Baby Face』主題歌                                     |
| Around the mind                         | PCゲーム『ファントムナイト 夢幻の迷宮II』主題歌                 |
| Days of promise                         | PCゲーム『D*S 1&2』エンディングテーマ                           |
| uneasy                                  | PCゲーム『略奪 〜緊縛の館 完結編〜』挿入歌                      |
| ガラスの月                              | PCゲーム『D*S 1&2』主題歌                                       |
| verge                                   | PCゲーム『絶望2000』主題歌                                      |